# Funérailles de George H. W. Bush
Les funérailles nationales de George H. W. Bush, 41e président des États-Unis, sont organisées le 5 décembre 2018 à Washington.

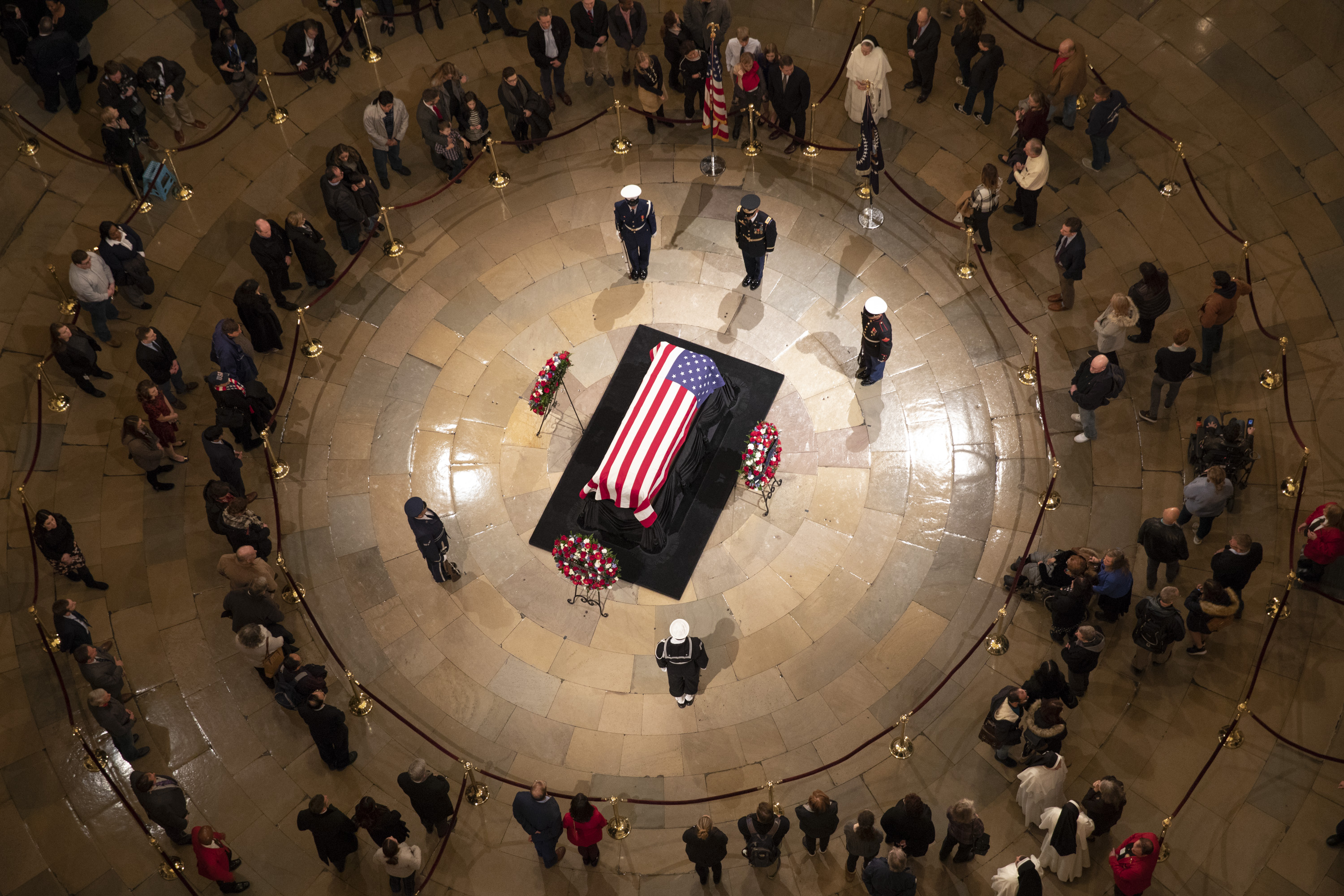
Le cercueil exposé au Capitole de Washington.

## Contexte
George H. W. Bush meurt le 30 novembre 2018, entouré des siens, à l'âge de 94 ans. Il était le plus vieux président américain ayant vécu. Ses derniers mots, « Moi aussi je t'aime » (« I love you too ») sont adressés par téléphone à son fils George W. Bush. Il souffrait depuis plusieurs années de la maladie de Parkinson. Il meurt huit mois après sa femme Barbara Bush.

## Déroulement
Le président Donald Trump annonce le 1er décembre 2018 décréter journée de deuil national le 5 décembre. Les drapeaux sont placés en berne sur les bâtiments officiels pour une durée de trente jours. Les Bourses de New York et de Chicago observent une minute de silence le 3 décembre et restent fermées jusqu'au 5 décembre.
Le public peut dans le même temps se recueillir devant sa dépouille, dans la rotonde du Capitole,. Viennent notamment lui rendre hommage lors de ces obsèques Donald et Melania Trump, l'ancien secrétaire d'État Colin Powell, le sénateur du Kansas Bob Dole, le prince Charles de Galles, la chancelière allemande Angela Merkel, le roi de Jordanie Abdallah II et le président polonais Andrzej Duda,
Le 5 décembre, jour des funérailles nationales, le Canada et le Kosovo mettent en berne leurs drapeaux, tandis que le Conseil de sécurité des Nations unies respecte une minute de silence,.

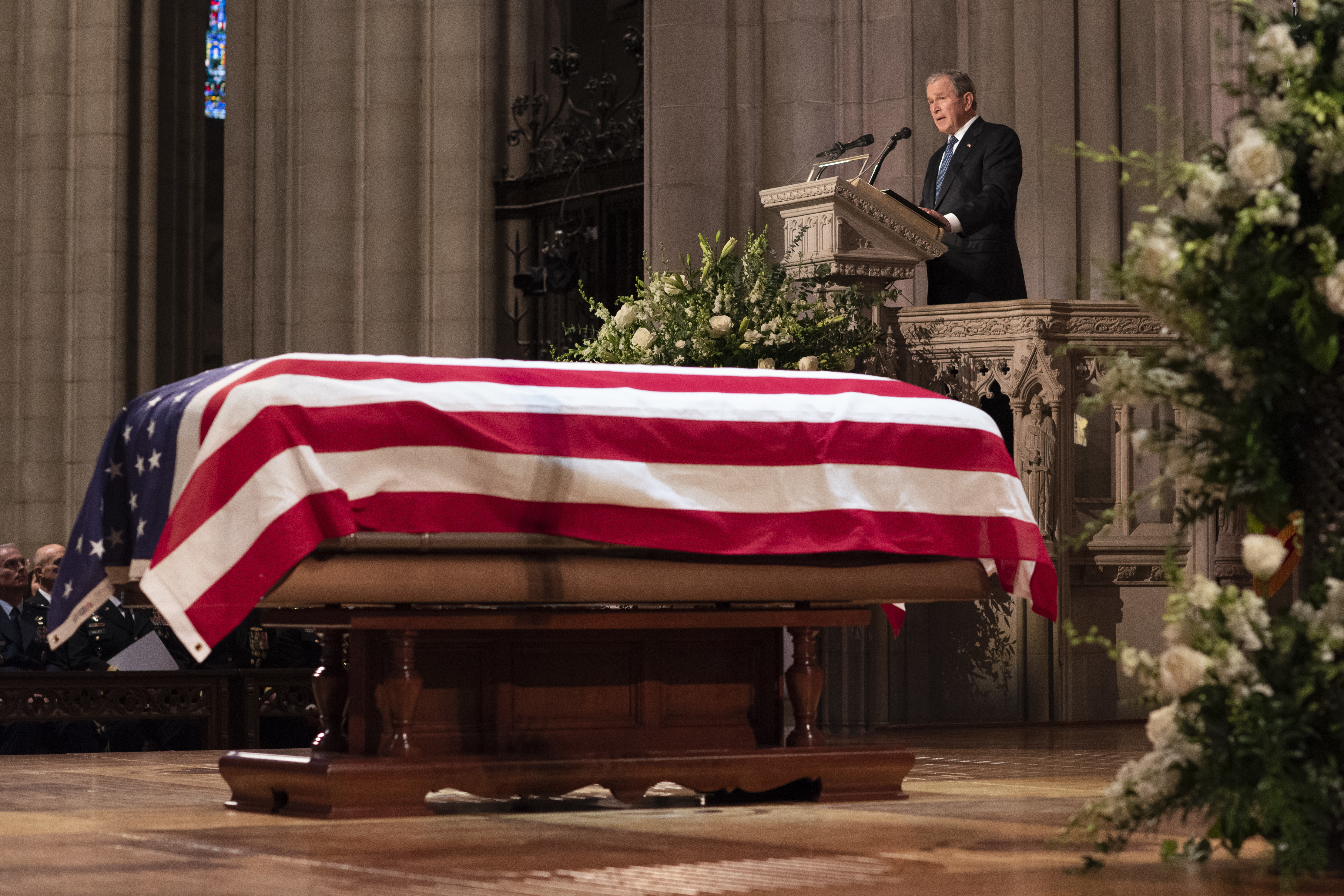
George W. Bush en train de faire l'éloge funèbre de son père.

Une cérémonie en la cathédrale nationale de Washington a ensuite lieu en présence de Donald Trump et de son épouse, du vice-président Mike Pence et de son épouse Karen, des anciens couples présidentiels Jimmy Carter et Rosalynn Carter, Bill Clinton et Hillary Clinton, Barack Obama et Michelle Obama, des anciens vice-présidents Dan Quayle et son épouse Marilyn, Al Gore, Dick Cheney et son épouse Lynne et Joe Biden et son épouse Jill ainsi que des enfants des défunts couples présidentiels Lynda Bird Johnson Robb, Luci Baines Johnson, Tricia Nixon Cox, Julie Nixon Eisenhower et Susan Ford. 

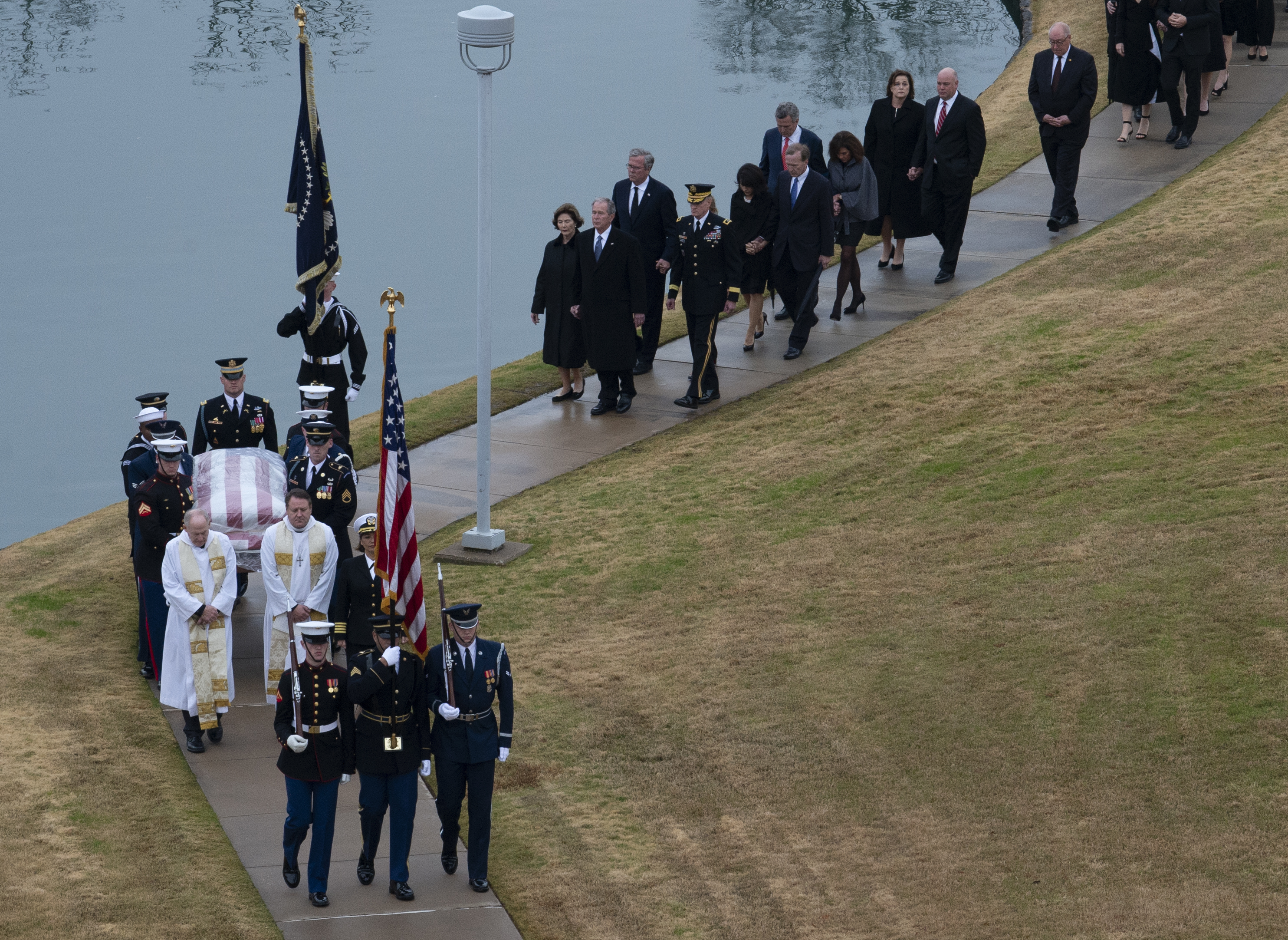
Le cercueil à la bibliothèque conduit vers le lieu d'inhumation.

Plusieurs personnalités étrangères sont également présentes : le couple royal Abdallah II et Rania de Jordanie, Angela Merkel, Peter Cosgrove, le prince Charles, Lech Wałęsa, John Major et son épouse Norma, Carlos Salinas de Gortari, Yasuo Fukuda, Hamad ben Khalifa Al Thani, Aníbal Cavaco Silva, Toomas Hendrik Ilves, Nasser al-Mohammed al-Sabah, John Swan ou encore Hubert Védrine pour la France. Fait rarissime, le président américain en exercice ne prend pas la parole, du fait des mauvais rapports entre la famille Bush et Donald Trump. Les éloges funèbres et lectures bibliques sont prononcés respectivement par ses petites filles Laureen et Ashley Walker, son biographe Jon Meacham (en), sa petite-fille Jenna Hager, l'ancien Premier ministre canadien Brian Mulroney, le sénateur Alan K. Simpson et la dernière par son fils, George W. Bush. Le 6 décembre, a lieu un office religieux en l'église épiscopalienne Saint-Martin de Houston durant lequel James Baker prononce un discours, puis un convoi funéraire en train (le premier depuis Dwight D. Eisenhower, immatriculé 4141) emmène le cercueil à College Station, où l'inhumation a lieu en la George Bush Presidential Library and Museum, où il est enterré avec sa femme et sa fille Robin (en), morte jeune d'une leucémie,, avec l'épitaphe qui résume sa carrière militaire et politique « George Bush. LTJG USNR 173464. 41st President of the United States. ».